# خاكي (مقاطعة دلفان)
خاكي (بالفارسية: خاکی) هي قرية تقع في قسم نورعلي الريفي بمقاطعة دلفان في إيران. يقدر عدد سكانها بـ 25 نسمة بحسب إحصاء 2016.